# Mohamé
 (janvier 2017).
Si vous disposez d'ouvrages ou d'articles de référence ou si vous connaissez des sites web de qualité traitant du thème abordé ici, merci de compléter l'article en donnant les références utiles à sa vérifiabilité et en les liant à la section « Notes et références ».
Mohamé, est un village de la Côte d'Ivoire, appartenant à la sous-préfecture de Bonoua et au département de Grand-Bassam, en région du Sud-Comoé.

## Histoire
Mohamé s'appelait autrefois Bouamé. qui signifie: Aide-moi

## Géographie
Le village de Mohamé est Située à 93,6 km à l'est d'Abidjan.
son activité principale est la pêche, l'agriculture et le tourisme.

## Climat et Végétation
Le climat à Mohamé suit celui du sud Comoé

## Tourisme
Avec ses belles plages, Mohamé attire chaque jour des touristes nationaux et internationaux

## Éducation
Mohamé a une école primaire de six classes et une école maternelle.

## Langue
La langue nationale, parlée et comprise par la majeure partie de la population, est le français mais les langues propres de Mohamé sont le N’zima en grande partie ; le Fanti ; l’Abouré.

## Fête et culture
L’Abissa étant la fête des N’zima se célébrait aussi à Mohamé.
Espoir du Youssoumba est le tout premier groupe artistique originaire de Mohamé.

## Religion
Mohamé est originairement chrétien. On y trouve aussi l’islam.
Cuisine
Pépé soupe ; sauce graine accompagné du foutou banane le riz ; le Gari ; l'atoukou et
l’atiéké sont les mets qu’on trouve dans ce beau village de Mohamé.